# Kitahara Tasaku

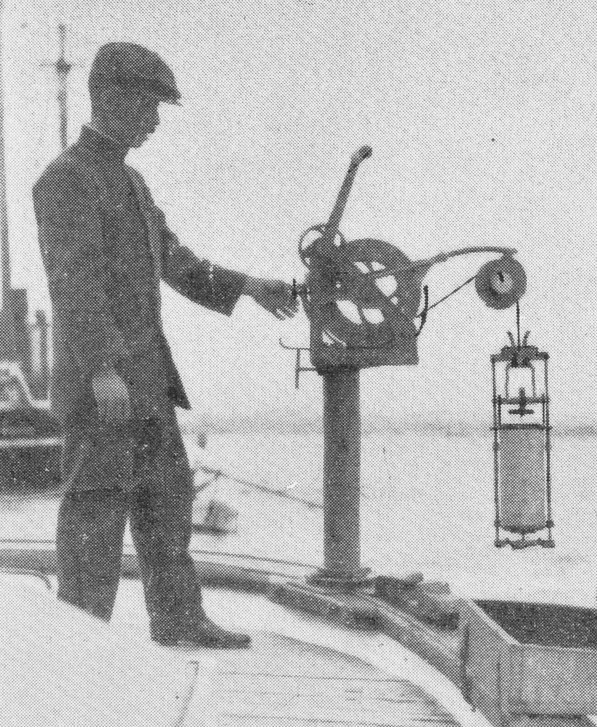
Kitahara Tasaku
bei der Arbeit

Kitahara Tasaku (japanisch 北原 多作; geboren 1870 in der Präfektur Gifu; gestorben 1922) war ein japanischer Fischerei-Experte und Ozeanograph.

## Leben und Wirken
Kitahara Tasaku machte 1894 seinen Studienabschluss an der Universität Tokio im Fachbereich Zoologie und trat in das Ministerium für Landwirtschaft (農商務省) ein. Unzufrieden mit der Arbeitsweise dort verließ er das Ministerium und unterrichtete einen Zeitlang Englisch auf der Insel Sado. Er kehrte dann aber in seine Arbeitswelt zurück und trat eine Stelle als Techniker im Ausbildungszentrum für Fischerei und ozeanografische Untersuchungen an. Er führte zahlreiche Forschungsprojekte zur Fischerei und ihrer Technologie durch, da er der Ansicht war, diese Gebiete sollten durch wissenschaftliche Untersuchungen erschlossen werden. Zusammen mit dem Biologen und Seetangforscher Okamura Kintarō (岡村 金太郎; 1867–1935) startete er 1909 die „Grundlegende Untersuchung zur Fischerei“ (漁業基本調査, Gyogyō kihon chōsa) durch.
Kitahara entwickelte zahlreiche maritime Messinstrumente, die seinen Namen tragen. Dazu gehören der Wasserprobennehmer vom Kitahara-Typ für mittlere Tiefen (北原式中層採水器, Kitahara-shiki chūsō saisuiki), der Schlammprobenehmer vom Kitahara-Typ (北原式採泥器, Kitahara-shiki seideiki) und das quantitative Planktonsammelgewebe vom Kitahara-Typ (北原式定量プランクトン・ネット海洋測器, Kitahara-shiki purankuton-netto kaiyō sokki) und andere Arten von Fangnetzen. Weiter entdeckte er das nach ihm benannte Gesetz, dass das Gebiet, in dem zwei ozeanische Strömungen zusammenkommen, das Gebiet der Fischschwärme ist.
Mit Okamura  (岡村 金太郎; 1867–1935) publizierte Kitahara 1910 „Suiri seibutsu-gaku yōkō“ (水理生物学要稿) – „Grundlagen der Meereslebewesen“. Sein Buch „Gyoson yawa“ (漁村夜話) – „Abendgespräche in einem Fischerdorf“ ist eine leicht verständliche Einführung in die Ozeanographie.